# 8è Festival Internacional de Cinema de Berlín
El 8è Festival Internacional de Cinema de Berlín va tenir lloc entre el 27 de juny i el 8 de juliol de 1958. El festival fou inaugurat pel recent escollit alcalde de Berlín Willy Brandt. L'Os d'Or fou atorgat a la pel·lícula sueca Smultronstället dirigida per Ingmar Bergman.

## Jurat

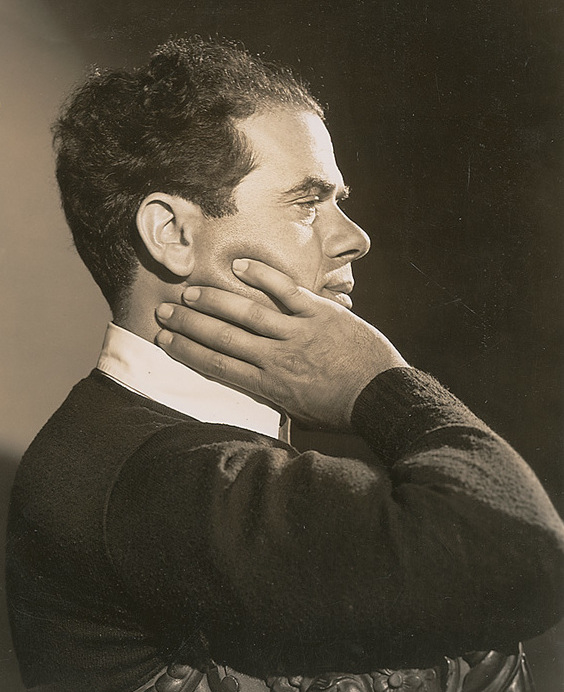
Frank Capra, president del jurat

Les següents persones van ser anunciades com a jurats per al festival:
- Frank Capra (president)
- J. Novais Teixeira
- Jean Marais
- Paul Rotha
- L. B. Rao
- Duilio Coletti
- Michiko Tanaka
- Gerhard T. Buchholz
- Willy Haas
- Gerhard Lamprecht
- Leopold Reitemeister

## Pel·lícules en competició
Les següents pel·lícules van competir per a l'Os d'Or i l'Os de Plata:
| Títol                            | Director(s)                          | País               |
| -------------------------------- | ------------------------------------ | ------------------ |
| A Time to Love and a Time to Die | Douglas Sirk                         | Estats Units       |
| Anna di Brooklyn                 | Carlo Lastricati, Vittorio De Sica   | Itàlia             |
| Bāb al-Ḥadīd                     | Youssef Chahine                      | Egipte             |
| Byakuya no yojo                  | Eisuke Takizawa                      | Japó               |
| Der 10. Mai                      | Franz Schnyder                       | Suïssa             |
| Do Aankhen Barah Haath           | Rajaram Vankudre Shantaram           | Índia              |
| Es geschah am hellichten Tag     | Ladislao Vajda                       | Espanya            |
| Guld og grønne skove             | Gabriel Axel                         | Dinamarca          |
| Ice-Cold in Alex                 | J. Lee Thompson                      | Regne Unit         |
| Jun'ai Monogatari                | Tadashi Imai                         | Japó               |
| La loi, c'est la loi             | Christian-Jaque                      | França             |
| Los dioses ajenos                | Román Viñoly Barreto                 | Uruguai/ Argentina |
| Miriam                           | William Markus                       | Finlàndia          |
| Miércoles de ceniza              | Roberto Gavaldón                     | Mèxic              |
| Mädchen in Uniform               | Géza von Radványi                    | RFA                |
| Oi paranomoi                     | Nikos Koundouros                     | Grècia             |
| Shab-neshini dar jahannam        | Samuel Khachikian, Mushegh Sarvarian | Iran               |
| Wild Strawberries                | Ingmar Bergman                       | Suècia             |
| The Defiant Ones                 | Stanley Kramer                       | Estats Units       |
| Tumulto de Paixões               | Zygmunt Sulistrowski                 | Alemanya/ Brasil   |
| Una cita de amor                 | Emilio Fernández                     | Mèxic              |
| Ut av mørket                     | Alex Brinchmann, Arild Brinchmann    | Noruega            |
| Wild Is the Wind                 | George Cukor                         | Estats Units       |
| ¡Viva lo imposible!              | Rafael Gil                           | Espanya            |

## Premis

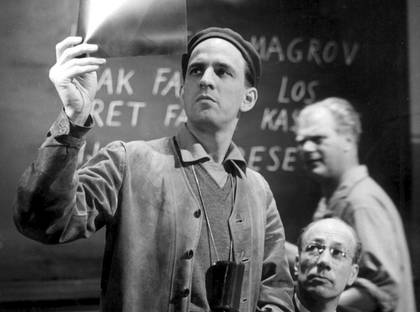
Ingmar Bergman, guanyador de l'Os d'Or.

Els premis atorgats pel jurat foren:
- Os d'Or: Smultronstället d'Ingmar Bergman
- Os de Plata a la millor direcció: Tadashi Imai per Jun'ai Monogatari
- Os de Plata a la millor interpretació femenina: Anna Magnani per Wild Is the Wind
- Os de Plata a la millor interpretació masculina: Sidney Poitier per The Defiant Ones
- Os de Plata Premi Extraordinari del Jurat: Do Aankhen Barah Haath de Rajaram Vankudre Shantaram
- Premi FIPRESCI
  - Ice Cold in Alex de J. Lee Thompson i Smultronstället d'Ingmar Bergman
- Premi OCIC 
  - Do Aankhen Barah Haath de Rajaram Vankudre Shantaram